# دژنگسک ماوه
دژنگسک ماوه (به لهستانی:  Drzeńsk Mały) یک روستا در لهستان است که در گمینا گوبین واقع شده‌است.